# Islamul șiit

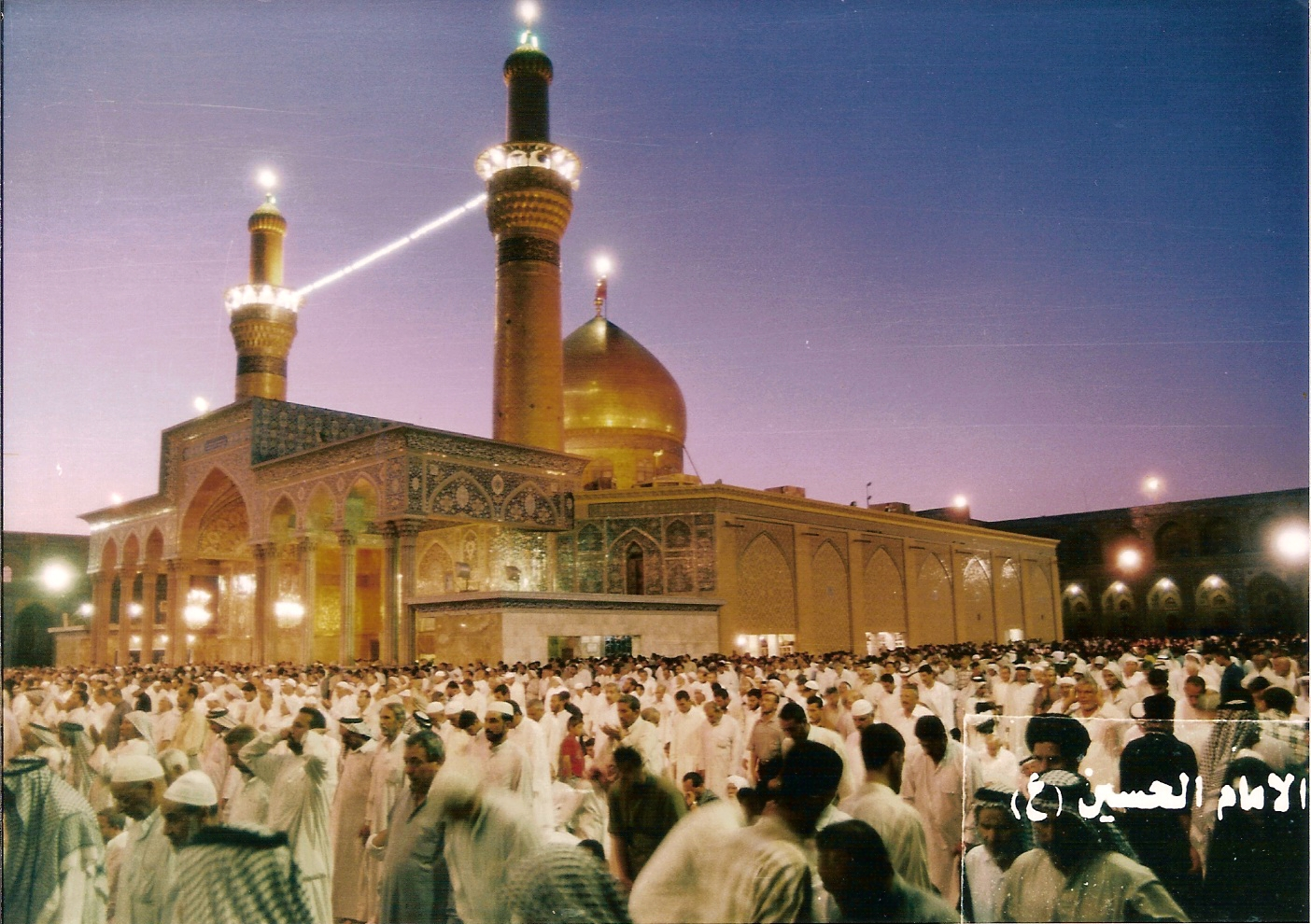
Moscheea Imamului Hussein din Karbala, unul dintre cele mai sfinte locuri ale islamului șiit.

Șiismul (شيعة / Shīʿah) este o ramură a islamului predominantă în Iran (95%), Azerbaidjan (85%) și Irak (65%). Se consideră că ultimul profet este întemeietorul acestei ramuri, și care a spus celor ce credeau în el despre adevărata cale a islamului.
Șiiții (nume ce vine de la: شيعة علي "šī‘at ‘ali"="partidul lui ‘Ali") urmașii partizanilor lui "’Ali", văr și ginere al profetului Muhammad, care încarnează legitimitatea casei Profetului (ar.: أهل البيت"Ahl al-bayt") împotriva celor 3 califi (Abu-Bakr, Omar și Osman) care au domnit în locul său și împotriva descendenților acestora. Șiismul duodeciman "cu 12 imami" pune accentul pe caracterul mesianic al acestor imami, autorizați să practice reflecția (arabă: اجته"iğtihād" "efort de a înțelege) ceea ce-i îndreptățește să interpreteze Legea divină și chiar de a-i aduce amendamente. Cel de-al XII-lea imam (imamul ascuns) va reveni la sfârșitul timpurilor pentru a instaura armonia pe pământ. Imamii, considerați ca intermediari între om și Dumnezeu au pentru mulți dintre șiiți o aură divină, noțiune total străină sunniților, ca și aceea de imamat.
Al 12-lea imam va veni la sfârșitul lumii, împreună cu profetul Isus. În islam, Isus este un profet trimis de Dumnezeul Allah. La sfârșitul lumii totul va fi distrus, iar când va veni ziua judecății, toți ne vom afla păcatele și faptele bune. Acestea sunt scrise într-o carte: fiecare om are o carte cu păcatele și faptele bune.
Profetul l-a prezentat pe hazrate Ali și a spus întregului popor că după el, Ali va fi conducător. Dar după ce profetul a murit, cei 3 califi au protestat contra lui Ali. Cei 3 se dădeau a fi musulmani, dar de fapt ei făceau lucuri foarte rele. ? Până la urmă locuitorii l-au ales pe Ali ca fiind conducător, chiar dacă aceasta trebuia să fie de mai demult. ? Legile islamului spun că musulmanii trebuie să creadă în toți trimișii lui Allah și într-un singur Dumnezeu.
Când ultimul profet a devenit profet i-a chemat pe mulți oameni la cină. Ei au ajuns acolo și au văzut că pe masă este doar un tamp. Musafirii s-au mirat de aceasta, ei au râs că profetul vrea să îi servească pe toți numai cu atât. Au mâncat toți din acest tamp, toți cei ce au venit s-au săturat. Și după aceasta profetul le-a spus despre faptul că el a devenit profet. Ei nu au acceptat. De 3 ori s-a întâmplat aceasta: nimeni nu a acceptat în afară de Ali. De câte ori au fost întrebați ei nu au acceptat, doar Ali s-a ridicat și a spus: "Eu accept că tu ești profet, trimis al lui Allah". După ce văzu că tot Ali se ridică, spuse că Ali va fi urmașul lui. Aceasta a fost un miracol de la Allah.

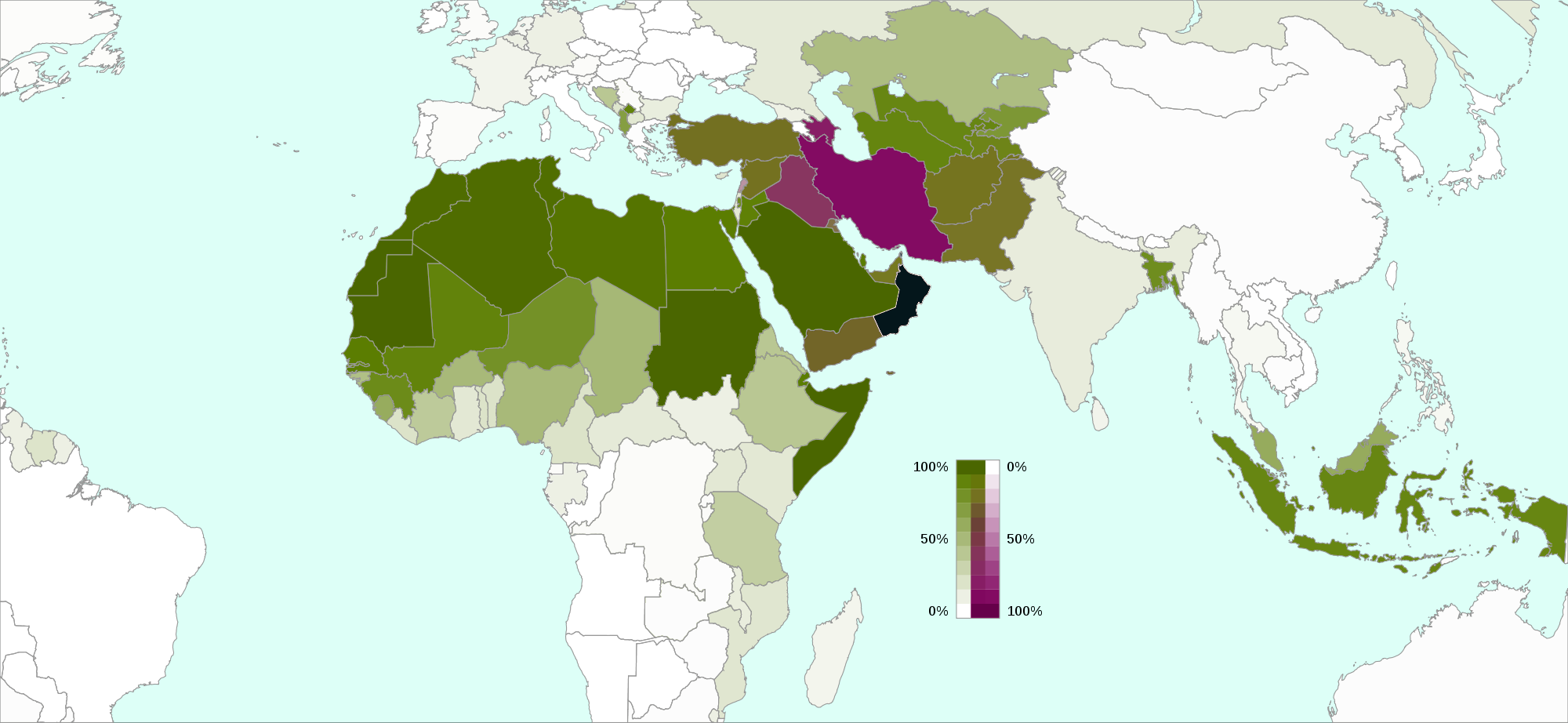
Țări în care musulmanii reprezintă mai mult de 5% din totalul populației. Cu verde sunniți, iar cu roșu șiiți. În unele țări, în care nu există date oficiale, e posibil ca șiiții să fie subreprezentați.

Hazrate Yusuf. Yusef era un mic băiețel dintr-un sat Tatăl său era și el profet de aceea i-a spus băiatului că și el va deveni într-o zi profet. Mama vitregă a auzit și le-a spus fraților mai mari ai lui Yusef. Ei au hotărât să meargă într-o călătorie cu Yusef. Tatăl după multe rugăminți a acceptat. Hazrate Yusuf a fost bătut de frații lui pe drum, aproape omorât. Dar fratele cel mai mare era de partea lui Yusef și le-a spus fraților lui să îl arunce într-un puț în loc să-l omoare. Ei l-au aruncat și s-au întors acasă unde spuseră tatălui lor că fiul lui a fost mâncat de lupi. Toți sătenii au mers să îl caute dar nu l-au găsit. Hazrate Iagub a mers și a vorbit cu lupii. Ei au spus că nu l-au mancat, și atunci hazrate Iagub s-a bucurat. Într-o zi o caravană l-a găsit și l-a luat pe Yusef și l-a dus în Egipt. El nu știa că unul dintre verișorii lui este acolo. Odată ajuns, chiar verișorul său l-a vândut, pentru că verișorul nu știa că Yusef este exact cel pe care l-a vândut. Pe Yusuf l-a cumpărat chiar regele Egiptului ?